# 산업 인공지능
산업 인공지능(Industrial Artificial Intelligence, IAI)은 산업 설비로부터 발생하는 데이터를 기반으로 인공지능 기술을 산업 환경의 분석, 공정 관리, 설비 보전 등의 목적으로 활용하는 것을 의미한다.
사물인터넷(Internet of Things, IoT) 시장이 20년 전 대비 약 1만 2,000배 이상 성장함에 따라, 산업 설비에서 수집된 산업 데이터를 분석하여 전례 없는 가치를 창출하는 산업 인공지능의 중요성이 크게 대두되고 있다.
산업 인공지능은 일반 소비자용 인공지능과는 달리 그 분석 및 해석의 결과가 산업 현장의 의사결정에 미치는 파급력이 크기 때문에 보다 높은 정확성과 신뢰성이 요구된다.

## 정의
산업 인공지능은 산업 도메인 지식과 인공지능 기술이 결합되었다는 점에서 일반 인공지능과 차이를 둔다. 산업 도메인에 성공적 적용을 위해서는 산업 도메인 지식(Domain knowledge, 산업 설비에 대한 전문적 지식과 경험)이 매우 중요하다.
산업 인공지능은 산업 현장에서 작업 관리자 개인의 경험이나 암묵적인 지식 형태로만 존재했던 도메인 지식에 인공지능 기술력을 더해 새로운 통찰력을 얻을 수 있으며, 동시에 설명 가능하며(explainable) 해석 가능한(interpretable) 수준으로 문제를 해결할 수 있게 한다.
이 기술은 산업 디지털 변환에 핵심 기술 중 하나이며, 시스템 자동화, 공정 최적화, 운영 모니터링, 품질 관리 등에 적용되어 기업의 효율성과 생산성을 극대화하기 위한 목적으로 활용되고 있다.
글로벌 산업 인공지능 시장은 2016년 2억 7,250만 달러로 평가되었으며, 2023년에는 48억 8,290만 달러 규모로 성장할 것으로 예측되고 있다.

## 활용 가능 분야[6]
- 예지 보전(Predictive Maintenance, PdM)
- 품질 검사(Quality Inspection)
- 제어와 최적화(Control & Optimization)
- 예측 분석(Predictive Analysis)

## 적용 가능 산업
현재 산업 인공지능은 제조, 석유화학, 에너지발전 산업 및 차세대 스마트 산업 환경에서 기계 모니터링, 운송 연료 효율, 엔진 건강 관리, 유전 및 정유 안전 및 신뢰성 관리, 건강 관리 시스템 등의 역할을 하며 빠르게 적용되고 있다.

## 같이 보기
- 인공지능
- 도메인 지식
- 디지털 트윈
- 빅 데이터
- 디지털 트랜스포메이션
- 인더스트리 4.0